# Sainte-Mesme
Sainte-Mesme è un comune francese di 930 abitanti situato nel dipartimento degli Yvelines nella regione dell'Île-de-France.

## Società

### Evoluzione demografica
Abitanti censiti